# 霸凌

在2015年，世界各地13-15歲青少年在過去數月間曾經受霸凌所害的比例。

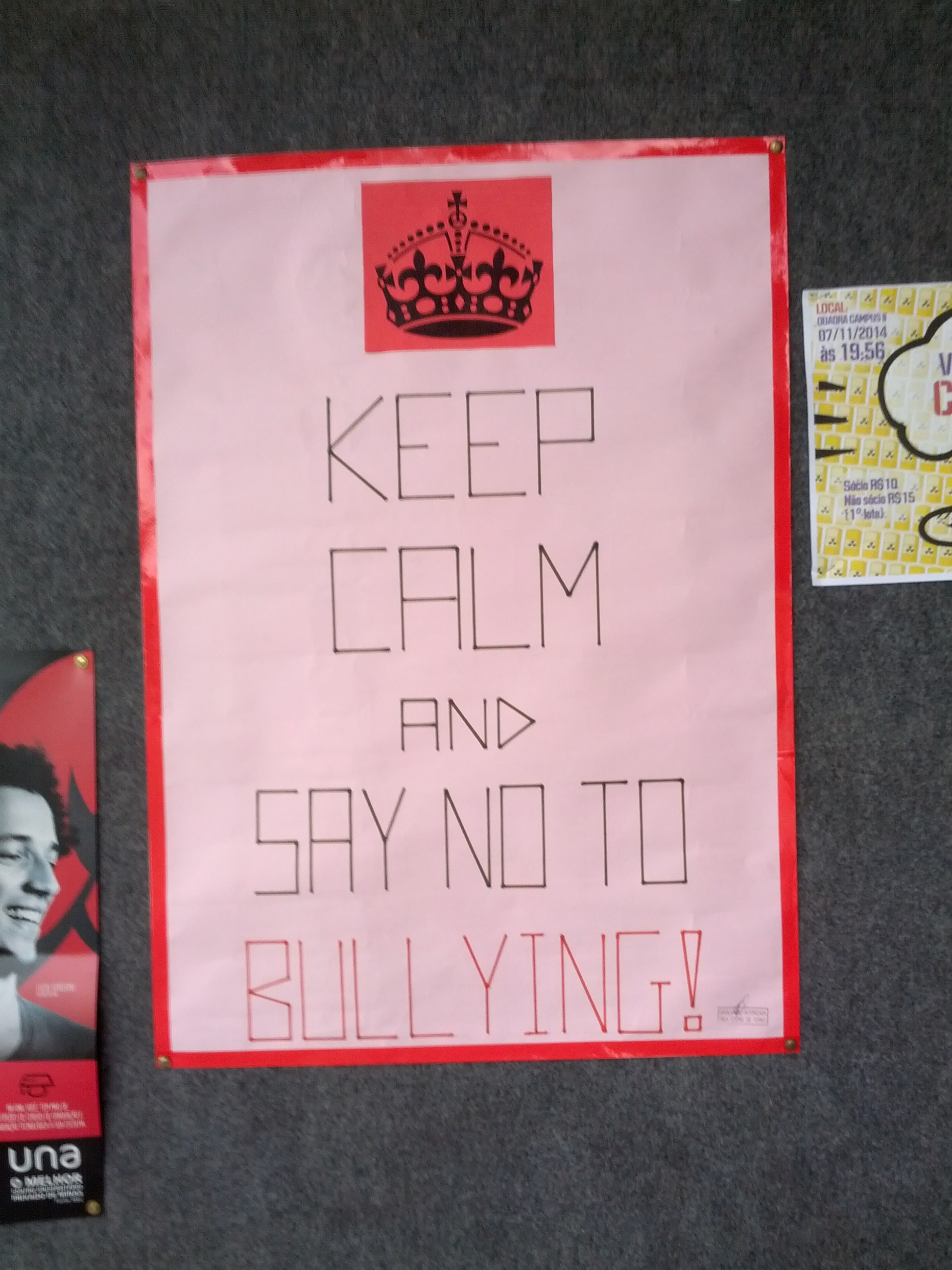
米納斯吉拉斯科技教育聯邦中心反霸凌活動的宣導海報

霸凌（英語：Bullying），指的是一種長時間持續的與當下立即發生的、並對個人在心理、身體和言語遭受的攻擊，且因為欺凌者與受害者之間的數量、權力或體型等因素不對等，而不敢或無法有效的反抗。霸凌的欺凌者可以是個人，也可以是群體，透過對受害人身心的壓迫，造成受害人感到憤怒、痛苦、羞恥、尷尬、恐懼、以及憂鬱。
霸凌可能發生在任何場所，也可以發生在任何人之間，甚至曾有謀殺受害者感覺自己受到主張廢除死刑的人權團體欺侮的報導；霸凌加害者和受害者可以是個人也可以是一群人；霸凌可以透過肢體、言語或人際關係等方式進行；而以場所劃分，霸凌常見的形式有職場霸凌、校園霸凌、網路霸凌等，但不論場所、形式、針對的對象或目的等，霸凌都是一種反社會行為。
基因遺傳、幼年時的依附模式、教養、同儕等因素都可能導致霸凌行為的出現或減少，而霸凌對受害者的心理和生理，會造成巨大且有時無法逆轉的傷害，甚至間接使得受害者自殺；此外，一些受害者可能會變成加害者，轉而去欺負其他人，進而讓更多人受害；沒有參與其中的第三方也會因為目睹霸凌事件而受到負面影響，而霸凌加害者本身也可能是因為各種負面因素影響，如受人欺負，而出現霸凌行為；不僅如此，霸凌行為也會對出現霸凌行為的團體或場所，造成實質且巨大的財務、經濟、生產力甚至聲譽方面的損失。

## 相关用词
「霸凌」一詞，源自對英語bullying一詞的音譯兼意譯，除了做名詞外，也可做動詞使用，此詞和「欺負」、「欺侮」、「欺壓」以及「欺凌」等詞同義。
中国大陆用词一般用“欺凌”比较多，“霸凌”比较少用，字典也只收录了“欺凌”一词。而2018至2019年的中美贸易战期间，大陆的官媒则大量使用“贸易霸凌”一词作为相关新闻标题，“霸凌”一词开始较大规模地进入中国大陆民众的视野。

## 分類

### 依方式劃分
霸凌的欺凌者可以是個人，也可以是群體，媒體也曾報導說，有謀殺案件的受害者家屬，感覺自己受到主張廢除死刑的人權團體的欺侮，在日本光市母女殺害事件的審判過程中，兇手的辯護律師團也曾被一些人認為有蓄意以言語傷害受害者家屬的行為，因此一些人要求兇手的辯護律師團必須為其言行作出賠償，因此可以認為，霸凌可能發生在任何人之間；另外，盡管有特定特質的人比其他人更容易從事霸凌行為，但每一個人都可能主動從事霸凌行為、欺負他人，且有時人們不知道自己的行為是在欺負他人
霸凌的種類包含肢體霸凌、言語霸凌、關係霸凌和非直接霸凌等幾種，性騷擾和其他騷擾行為也被視為是霸凌的一種。在受害者分析上，男生比女生更容易受到肢體霸凌，女生受言語霸凌或性騷擾的比例較大。

#### 個體霸凌
個體霸凌指的是一個人對一個人或多個人的霸凌。個體霸凌有數種方式，列舉如下：

##### 肢體霸凌
肢體霸凌指的是任何傷害他人身體，或破壞他人財物的霸凌行為。偷竊、推擠、毆打、打架，以及刻意破壞他人的東西，都是肢體霸凌的一種形式。一般而言，肢體霸凌不會是受害者所歷經的第一種霸凌形式，通常受害者所受的霸凌，會先以其他形式出現，之後才會演變成肢體霸凌。
在肢體霸凌中，一個人的身體或身體的一部分，就是欺負他人的主要工具。有時一群年輕人會因為青少年的偏見之故，而集體孤立同儕，這很容易就會使得受欺負者處在一個容易被自己同學挑釁、虐待、毆打的情境。肢體霸凌常會隨著時間的經過而升級，並進而導致悲劇，因此很多人常會盡速阻止肢體霸凌，以防衝突繼續升級。

##### 言語霸凌
言語霸凌是霸凌最常見的形式之一，這詞可以指任何在沒有肢體接觸的狀況下，透過說話或其他聲音欺負他人的霸凌行為。言語霸凌包括以下幾種形式：
- 用難聽的綽號稱呼他人，或者做人身攻擊
- 散播關於某人的謠言或謊言
- 威脅某人
- 對某人吼叫，或用無禮或不友善的語調或聲音等跟人交談，尤其在沒有合理理由的狀況下更是霸凌
- 戲仿他人講話的聲音或方式
- 嘲笑某人
- 侮辱他人或拿他人取樂

在言語霸凌當中，言語就是欺負他人的主要工具。言語霸凌在兩性之間都很常見。

##### 關係霸凌
關係霸凌，有時又稱社會侵略，指的是一種利用人際關係傷害他人的霸凌。這詞也用以指稱任何意圖傷害他人名聲或社會地位的霸凌，而有時這樣的霸凌會包含於肢體霸凌或言語霸凌當中。關係霸凌在年紀較小的人，尤其女孩子之間，尤為常見，社会排斥、排擠他人（像是故意冷落、忽視或讓人覺得自己被遺漏掉等等各種讓人「被塑膠」的行為）是關係霸凌最常見的形式之一。霸凌加害者會利用關係霸凌來改進自己的地位以及控制他人；此外，和顯而易見的肢體霸凌不同的是，關係霸凌並不明顯，且人們往往需要經過一段很長的時間才會注意到關係霸凌的存在。

##### 網路霸凌
網路可作為霸凌發生的場合，也可作為霸凌的一種方式，作為霸凌的一種形式，網路霸凌指的是透過網際網路騷擾、威脅、攻擊他人，或讓人感到尷尬的霸凌行為。若施行者是成年人，這種行為可能會觸犯網路騷擾或網路盯梢等罪，而在一些國家，從事此種行為的成年人可能會因此鋃鐺入獄。網路霸凌可透過寄送電子郵件、即時訊息、社交網站發文、文字訊息或打手機等方式進行。就未成年人而言，網路霸凌在中學生之間，比在小學生之間普遍。

#### 集體霸凌
集體霸凌指的是多於一個人欺負一個或多個受害者的行為。集體霸凌可能的進行方式，涵蓋了上述所有種類的個體霸凌，也就是說，肢體霸凌、言語霸凌、關係霸凌等各種霸凌形式，都是集體霸凌可能的模式：此外，雖然網路小白常常被認為在本質上是個體行為，但事實上，一些網路小白有時也會組織起來，集體搞破壞，且小白可能會受到一些偽草根輿論（astroturfing）製造者的贊助。
和個體霸凌一樣，集體霸凌可以發生在諸如家庭、同儕團體、學校、職場、鄰里、社區或網路等各種場合，在職場上，一個人的同事、上司或下屬等，可能會聯合起來，透過造謠、影射、恐嚇、羞辱、抹煞貢獻以及孤立等方式，逼迫這人離開崗位。而這詞也可用以指稱任何惡意、未必和性相關、未必和種族相關、一般性的騷擾。

### 依情境劃分
霸凌可能發生在家庭、校園、職場、軍隊，甚至在網際網路上，如果發生在本國人與外國人之間的霸凌，則稱為國際霸凌，因此可以認為，任何場所都有可能發生霸凌；但在一些場所當中，霸凌相對較為常見，以下是一些常見的會發生霸凌的場所。

#### 職場霸凌
職場霸凌泛指在工作場所裡，個人或團體對於同事或是下屬進行不合理的霸凌行為。包含言語、非言語、身體、心理上的虐待或羞辱。如果職場上發生本國人與外國人的衝突，則稱為國際霸凌。和校園霸凌不同，職場霸凌通常會在不違背既定規則和政策的運作下進行；每個人都有可能參與或主動施行職場霸凌，霸凌者可以是同僚，也可能是下屬，不過通常職場霸凌發生於上司對下屬之間。霸凌行為可以是隱蔽或公開的，霸凌的負面影響不僅及於被欺負、被霸凌直影響的個人，也可能波及到旁觀者，導致員工整體士氣下降、生產力下降、離職率升高、組織文化的變革等問題，進而導致組織更多的營運成本。
雇主也有可能是霸凌者，不良雇主利用霸凌來擺脫員工以避免法律責任，例如支付失業補償或員工的賠償要求；或是使用恐嚇或霸凌的方法趕走那些要求合法薪資和合法加班工時的員工。雇主的霸凌往往是職場霸凌的關鍵，但卻經常被忽視。
對校園霸凌的學術討論至遲於1897年出現，但對職場霸凌的學術討論，則要晚得多，「職場霸凌」這個詞第一次在正式文件中被使用是在1992年安德烈‧亞當斯有關於工作霸凌的書中出現：How to Confront and Overcome It (1992)

##### 軍隊霸凌
軍隊是容易發生集體霸凌之場所。在2000年，英國國防部將霸凌給定義為「利用物理力量或濫用權威等方式恐嚇或使他人受害，或藉此給予不合法的處罰。」
一些人認為，類似霸凌的行為在軍中應當要被允許，這是因為成為士兵的過程和其他職業不同之故，根據持此論的人的說法，士兵應當期望自己會冒生命風險，因此他們應當要鍛鍊自己、讓自己的身心強健，強大到足以抵抗各種霸凌的程度。

#### 校園霸凌
校園霸凌，又稱校園暴力，指的是一種長時間持續的、並對個人在心理造成恐懼、身體和言語遭受惡意的攻擊，且因為受害者與欺凌者之間的權力或體型等因素不對等，而不敢有效的反抗。而校園霸凌所帶來的傷害往往是不可逆轉的。校園霸凌不只發生在校園，因同儕而起的校園霸凌也可能發生在校外，甚至在網際網路上。
在歷史上，托馬斯·休斯（Thomas Hughes）於1857年出版的小說《湯姆·布朗在學校的日子》就對校園霸凌做出了大量的描述，但對校園霸凌的學術討論則遲至1897年才出現。對校園霸凌的研究，在近幾年大幅增加，在1900年到1990年的這90年間，一共有62篇研究討論校園霸凌；而在2000年到2004年的這四年間，則有562篇研究討論校園霸凌。

#### 網路霸凌
隨著科技進步，即時通訊軟體、網路論壇、BBS、部落格等交流平臺也成為言語霸凌事件的發生場所，欺凌者藉網路或電信設備以文字和多媒體長期且反覆地攻擊、騷擾或欺負受害人，稱為網路霸凌（Cyberbullying）。
根據加拿大對網路霸凌有深入研究的教育者、西北地區Keewatin區教育局的教師Bill Belsey的定義，網路霸凌是：
|  | 一種涉及對信息及通信技术技術的應用，以支援針對個人或群體進行惡意的、重複的、敵意的行為，以使其他人受到傷害。 |

## 盛行率
根據一項統計，全球範圍內，大約有15%的兒童受霸凌所害。

## 起因
研究指出，嫉妒和厭惡可能是一個人欺負他人的動機，而旁觀者和相關權威人士的不作為或支持，都會讓霸凌惡化。

## 加害者與受害者的特質

### 加害者的特質
目前對霸凌加害者自尊的研究呈現模稜兩可的結果，盡管一些霸凌加害者自大且自戀，但一些人也藉由欺負他人，來掩飾自己的恥辱感或焦慮，或藉此加強自己的自尊，這些人藉由欺負他人，可從中得到自信，加害者也可能因自己受欺負之故，而出於嫉妒欺負他人。心理學家羅伊‧鮑梅斯特（Roy F. Baumeister）指出，容易出現侵略行為的人，常有著膨脹但脆弱的自我，這是因為它們把自己想得太重要之故，這些人常會因為批評或缺乏他人的尊敬，而感覺自己受冒犯，因此他們常會用暴力和侮辱的方式來應對此種不敬。
研究指出諸如憂鬱症、人格疾患、易怒程度、對暴力的使用、對侵略行為的上癮程度、將他人的行為誤認為帶有敵意的傾向、對維持自我意象的焦慮，以及執迷或固著行為的參與等，都是一個人成為霸凌加害者的風險因子，這些因子彼此的交互作用，也可能是導致霸凌行為的原因。在一篇對兒少的研究中，反社會人格特質和憂鬱症的相結合，最能預測兒童與青少年的暴力行為；而電玩和電視中的暴力內容則不能預測兒童與青少年的暴力行為。
霸凌行為也可能是基因遺傳或腦部結構異常的結果，教養和家庭環境對霸凌行為也有影響，盡管父母親可幫助嬰幼兒學習管理和控制侵略行為等得以減少侵略行為的技能，一些小孩因為不安全依附、無效管教，或者諸如壓力大的家居生活以及帶有敵意的手足等環境因素之故，而無法學會這些技能；此外，根據一些研究，霸凌加害者可能也較不受喜好，學業表現也可能不佳，根據克萊頓·庫克（Clayton R. Cook）的講法，「一般而言，霸凌加害者在解決人際問題方面有問題，學業表現也有問題，他們常常對他人有著負面的態度和觀感，也常有不好的自我感覺，且常常來自充滿衝突和不良教養的家庭環境，並常對學校有負面觀感，也常受同儕的負面影響。」
不過與此相反的看法也存在，一些研究認為至少部分霸凌加害者在心理上是非常健全的，他們在同儕間有著較高的地位，而其受害者則面臨心理壓力，且在社交上是邊緣人，同儕團體常常讚許霸凌加害者的行為，而這些同儕團體成員也會藉由參與嘲諷、排擠、毆打和侮辱他人等霸凌行為來取樂，其他的研究員更爭論說，有少部分的自身沒被人欺負的霸凌加害者喜愛上學，且他們是最不會因為生病而請假的。
研究指出，欺負他人的成年人，常有著威權性格，且對控制和主導他人有強烈的需求；研究也指出，對「次等人」的偏見，是在成為霸凌加害者方面特別強烈的風險因子。
大腦研究指出，讓霸凌加害者觀看某人傷害他人的影片時，腦中和獎賞關聯的區域會變得活躍，因此一些霸凌加害人可能會從傷害他人的行為中得到樂趣。

### 旁觀者的行為
很多時候，霸凌行為會發生在有大量不參與的旁觀者觀看的場合，在很多狀況下，霸凌加害者會有一種製造多數人都支持的假象的能力，而這會使得很多團體成員不敢張揚、反對他們所看到的霸凌行為。在一個團體中，除非這種「霸凌文化」在開始時就確實受到挑戰，不然這種行為會為人所接受或支持，進而成為團體的內規；此外，除非採取行動，不然這類的「霸凌文化」常會持續數個月、數年甚至更久的時間。
那些有能力建立自己的「朋友圈」或「支持圈」的人，遠比起沒有這樣圈子的人，更有可能出聲反對霸凌行為。
除了表達「旁觀者應該站出來及增加個體自我效能」的明確期待外，有越來越多的研究指出，介入行為應該要奠基於「霸凌在道德上就是錯的」這樣的基礎上才行。

### 受害者的特質
庫克說「一般而言，霸凌受害者更可能具侵略性、缺乏社會技巧、有著負面思考、在解決社會問題方面碰到困難、來自不良的家庭、學校和社區環境，且被同儕拒絕和孤立。」
受害者常在生理和心理上表現軟弱，且常常容易懊惱；但心理特質不是霸凌的唯一原因，有著諸如身材比較肥胖、長得不好看或者有生理缺陷等特徵的人，也容易淪為霸凌的受害者，一個人可能僅僅因為家裡貧窮、家庭結構（如單親家庭）、出身少數族群、肥胖、長得不好看或者有生理缺陷等原因而深受霸凌所害，即使他沒有任何特別的心理特質也一樣。男孩更可能成為肢體霸凌的直接受害者，而女孩更可能成為間接霸凌的受害者。
一篇由庫克主導並在2010年由美国心理学会出版的後設分析研究顯示，兒童和青少年成為霸凌受害者以及霸凌加害者的最大原因都是缺乏解決社會問題的技巧。

## 影響
霸凌對受害者、加害者和發生霸凌行為的組織整體都會造成實質的傷害，也會造成經濟上的損失，若在不反抗或無人協助下，霸凌所帶來的傷害往往是不可逆轉的。

### 對受害者的影響
從事霸凌行為的人，透過對受害者們身心的壓迫，讓受害者們感到憤怒、痛苦、羞恥、尷尬、恐懼、以及憂鬱；霸凌對受害人造成的後遺症相當多，通常會造成受害人心靈創傷、扭曲，也會造成受害人課業成就低落、人際疏離，甚至有可能逼迫受害人產生報復性攻擊行為，或使受害人轉而欺負他人，其他後遺症則包括逃家、逃學、出現慢性疾病、自殺和飲食不正常等行為等等，並且會造成自尊降低、時常焦慮不安、悲觀思維與高度渴求關懷心理。
被欺負的小朋友，常會在生理和情感上出狀況，其中會出現的跡象包括害怕上學、抱怨自己頭痛或缺乏食慾、對學校活動缺乏興趣、花時間和朋友或家人在一起、因為害怕碰到欺負自己的人而抗拒出門去學校以外的公共場合，或者一般性地感到難過等等。
有些受害人會轉變成加害人，這些同時是受害人和加害人的學生罹患精神疾病的比例，比單純的加害人或受害人高。
有時攻擊者或第三方可能會指責受害者個性軟弱、不擅處理人際關係或得罪加害者；或認為受害者自己品行不佳，或有嚴重脫軌的行為，或受害者自己也在欺負他人，因此活該受欺凌，甚至可能還會說幫助受害者說話的第三方不了解受害者的行為問題有多嚴重等等。而這些都可能會對受害者造成二度傷害；而指責受害者本身，也被認為是一種霸凌。

#### 自殺傾向
有證據顯示霸凌增加自殺風險，但霸凌本身不直接導致自殺，而感到憂鬱是受霸凌影響的小孩自殺的主要原因之一，換句話說，霸凌間接導致自殺。據估計，光是在英國，每年就有大約15到25個小孩因為受人欺負而自殺。特定族群的人，包括美洲原住民、阿拉斯加原住民、亞裔美國人以及LGBT人士等，其自殺率似乎更高。在感覺自己不受家庭或朋友的支持的情況下，受害者感受的處境會更加惡化。
在一個對美國紐約州九到十二年級的學童的報告中，比起未曾受霸凌所害的人，霸凌受害者更可能出現憂鬱症和心理壓力，不論對男生或女生，所有形式的霸凌遭遇都與憂鬱症相關，即使兩年後亦然，在原先研究之後兩年的一項後續研究顯示，受霸凌所害的人，其憂鬱症和自殺傾向依舊高於未曾受霸凌所害的人。
荷蘭一篇對小學生的長期追蹤研究報告顯示，在男生中，比起單純是霸凌受害者或加害者的那些人，同時是霸凌加害者和受害者的人，更有可能有憂鬱症或嚴重的自殺傾向；而在女生中，不管霸凌加害者或受害者，都有更高的憂鬱症風險。
一篇對美國波士頓地區的高中的研究顯示，比起那些未曾受霸凌所害的人，那些自稱受霸凌所害的人更可能會考慮自殺，同一篇研究也指出說，霸凌加害者、受害者以及同時是加害者與受害者的青少年，更有可能考慮自殺，霸凌受害者以及同時是加害者與受害者的人，有更高的風險會嘗試自殺；同一篇研究也指出說住在更加都市化地區的青少年，若他們同時是加害者和受害者，那他們個可能會想自殺或嘗試自殺。
一篇對美國六到十年級學生的全國性調查顯示，比起遭受其他形式霸凌的受害者，遭受網路霸凌的受害者的憂鬱症程度更高，這可能和社群媒體的匿名性有關。
如果一個青少年遭受霸凌，且出現憂鬱症症狀，那人們就該提問，且應當採取介入措施，一篇丹麥的研究顯示，若一個學生受霸凌所害且向家長與老師反映這種狀況，在老師或家長介入的狀況下，其中的一些會受到較少的霸凌，甚至其中一些霸凌行為會獲得停止，這篇研究並強調說，在學校中引入反霸凌計畫的合作者、以及引入反霸凌措施，以在在發生霸凌時，能及時和適當地阻止霸凌這點，是很重要的；此外，該研究也指出，讓家長和學生就霸凌行為與霸凌加害者溝通，以為受霸凌所害的人提供必要的支持這點，也是重要的。
對於一些人而言，忽視霸凌是很容易的；但對於其他人而言，忽視霸凌極其困難，而他們可能會因此在某天走向崩潰，截至目前為止，已有數起因霸凌而起的自殺，獲得媒體的報導，疑似因遭受霸凌而自殺的人，或因霸凌而自殺並獲得媒體報導的人有台灣藝人楊又穎、台灣獸醫師簡稚澄、日本職業摔角選手木村花、中國學生陶崇园、美國學生凯利·约曼斯、加拿大學生阿曼达·陶德等等。根據教育界自殺意識發聲團體（suicide awareness voices for education）的說法，自殺是15到24歲的年輕人最主要的死因，有16%的學童曾認真考慮自殺，13%的學童曾擬定自殺計畫，而有8%的學童曾將確實嘗試自殺。

### 對加害者的影響
加害人成年後的犯罪率、酗酒現象比例相當高，具加害人特質的男性加害人有60%在24歲以前犯罪，非加害人特質的男性加害人較低，但也有23%。
一些研究指出，在校園霸凌中，大約百分之十的加害者同時是霸凌受害者與加害者，但百分之九十的加害者是純粹的加害者；比起旁觀者、霸凌受害者、或同時是受害者與加害者的那些人，純粹的霸凌加害者往往更受同儕歡迎，而且比起受害者，純粹的加害者長大後更受歡迎、也有更多的性遭遇，而霸凌行為本身可能使得他們更受同儕歡迎；霸凌本身被視為是一種應該制止的惡行，但在實務上霸凌也是一種非常成功的人際技巧。

### 對第三方的影響
霸凌對沒有加害但也沒有受害的目擊者也會造成負面影響，研究指出，比起未經歷暴力事件的人，霸凌目擊者更容易出現心理健康方面的問題，而其心理健康受負面影響的程度，不會少於受害者，像例如說，在成年人中，目睹職場霸凌與憂鬱症相關。

### 對組織整體的影響
霸凌對於非受害人也非加害人的第三方、發生霸凌的組織甚至社會整體也會造成負面影響，霸凌行為的發生，會增加組織的實質負擔。
根據一項研究顯示，光是在美國加州，就有10.4%的學生，也就是大約301,000名的學生，因為校園霸凌的緣故，而感覺學校不安全，並因此在過去一個月中至少缺席一天，而光這點就導致了美國加州公立學校每年兩億七千六百萬美元的損失，這相當於每一個受到校園霸凌影響而缺席的學生，平均都會導致學校每年至少超過900美元的損失。
此外，就職場霸凌而言，直到最近為止，一些雇主不把職場霸凌當一回事，但職場霸凌確實會造成組織的經濟損失，這些損失會反映在高離職率、對員工的重新訓練、低生產力、壓力相關疾病造成的病痛時間、增加的醫療成本和雇用到員工的難度增加等之上，一些研究指出，職場霸凌每年以醫療照護、訴訟、員工離職和對員工的重新訓練等的相關花費的形式，導致超過兩億五千萬美元的損失。

## 相關研究

### 體罰與霸凌的關係
在中華民國，教育部推行零體罰，也就是禁止教師體罰學生的政策後，絕大多數的老師都認為禁止教師體罰學生導致校園霸凌變得更加嚴重。在2011年，一項針對教師的調查顯示，九成六的教師認為零體罰，或至少缺乏配套的零體罰，導致學生更多行為問題，且有五十二．六％支持廢除零體罰政策；不過也有研究認為，關懷和監督並重的教育策略可以有效降低霸凌事件的發生率，而排斥、放任以及體罰與霸凌發生率呈正相關關係。

### 黑暗三角與霸凌的關係
針對由所謂的自戀狂、權謀傾向以及心理病態這三種彼此相關的人格特質構成的黑暗三角人格的研究顯示，這些特質較強的人更可能從事霸凌行為，而這也顯示了這些特質較強的人他們厭惡他人的傾向。

### 公正世界信念與霸凌的關係
有鑑於其他對於公正世界理論的研究，研究人員預期說較為相信公正世界理論的人更可能會指責霸凌受害者；然而，研究顯示，較為相信公正世界理論的人，在事實上比其他人有更強烈的反霸凌傾向，其他一些研究也發現說較為相信公正世界理論的人比較不會去欺負他人、成為霸凌加害者；也就是說，越相信公正世界理論的人，越不會參與霸凌、欺負他人，也越不會指責霸凌受害者。
這些研究結果驗證了Lerner對於公正世界信念是行為管理的「合約」的理解；此外，研究顯示對公正世界理論的信仰，在學校環境中，對兒童與青少年的心理健康有保護作用，同樣的狀況也出現在一般大眾當中。

### 心理投射
從事霸凌行為的人，可能在事實上藉由欺負他人，將自己脆弱的一面投射到他人身上，盡管霸凌加害者對他人的詆毀，通常都針對受害者，但這類言行真正的來源幾乎總是加害者自身的不安全感或心理脆弱的一面。這種用以取代負面情感的侵略性的投射，可出現在任何層面上，大凡一個人小至個人人際關係，大至國際政治和武裝衝突等的各種表現，都有可能是這種投射的結果。

### 情商
霸凌是同儕間一種攻擊性的社會互動，這種互動常包含了侵略、騷擾和暴力等的成分。霸凌通常是反覆性的，且常由相對受害者而言權力更大的人所發動。越來越多的研究顯示，霸凌和情商間呈現相關，在2008年的一篇文章中，約翰·梅爾等人將情商給定義為「準確感受情緒、利用情緒輔助思考、理解情緒，以及管理情緒的能力」，而情商被認為是情緒和認知過程的混合。研究顯示，較低的情商和霸凌呈現正相關，情商較低的人，更可能成為霸凌的加害者，也更可能成為霸凌的受害者，也就是說，在一個人霸凌他人的傾向以及成為霸凌受害者的傾向當中，情商都扮演著重要的角色；而由於情商具有可塑性之故，因此情商教育或許能大幅改進對霸凌行為的預防和介入。

## 霸凌防治
霸凌防治指的是各種預防、減少和停止霸凌的措施的合稱，世界各地都有許多旨在防治霸凌許多的宣傳和活動，霸凌防治的宣傳與活動包括反霸凌日（Anti-Bullying Day）、反霸凌周（Anti-Bullying Week）、國際粉紅日（International Day of Pink）、國際起來對抗霸凌日（International STAND UP to Bullying Day）以及國家霸凌防治月（National Bullying Prevention Month）等等。在美國，所有的50州當中，已有23州通過反霸凌立法，宣告校園霸凌是違法的。

## 對霸凌的回應
霸凌通常是持續進行且非單一的行為，人們回應霸凌的常見方式包括不理會、起身對抗霸凌加害者或者跟師長上級等權威人士報告等等。
嘗試反擊霸凌可能反而會使受害者變成加害者，甚至可能會導致校園槍擊案等等的悲劇；另外，雖然人們常說，「面對霸凌之類的行為，不理它就好」，但事實上，不理會霸凌行為往往不僅不能停止霸凌，反會讓霸凌隨著時間經過而變得更加惡化；而及早跟人提及霸凌是很重要的，因為越早發現，霸凌就越容易受到控制；另外，面對霸凌行為，旁觀者的角色很重要，旁觀者的不作為，基本上就是鼓勵霸凌，反之旁觀者的介入，哪怕只是稍微的介入，都能減少霸凌。
在防治霸凌方面，權威人士可扮演重要的角色，不管該權威人士是小孩子的父母或監護人、學校的老師、或者職場上的人力資源部門員工或主管等等，都可在阻止霸凌方面做出貢獻。權威人士在確認和阻止霸凌行為方面深具影響力，且能創造出一個讓霸凌無法持續的環境；然而在很多狀況下，權威人士往往在這方面未經過訓練也未得到認證，他們常常不知道該怎麼辦，而這會使得情況惡化；更糟的是，有時權威人士會支持實行霸凌的人，使得霸凌行為得以持續，並加劇受害者受到孤立和成為邊緣人的狀況。面對霸凌最有效的一些方法包括做出回應、認識到傷害正在發生，以及創造一個霸凌無法持續的環境等。受霸凌所害的人，對於權威人士會跟誰討論這些事情，以及該如何回報這問題等等，往往缺乏控制；然而，一個提供支持的方法是尋找受過訓練、知道該如何處理霸凌的諮商師或心理醫生。
在台灣，教育部除了每年響應10月「國際反霸凌月」，也不斷修正校園霸凌防制準則 （页面存档备份，存于），推動校園內的反霸凌宣導與教育。此外，根據《親子天下》翻轉教育報導，近年來，校園霸凌事件的通報數逐年增加，讓反霸凌成為教育界需重視的重要議題，校園友善週老師亦常需要張貼反霸凌相關的海報於校園公告欄，盼藉此提升學生的反霸凌意識。

## 霸凌與文化

### 政治應用
在討論公共政策和國際關係時，有時也會使用「霸凌」或其類義語，像例如在2012年中華民國法務部執行死刑後，台灣反對廢除死刑的人，曾有人用英文寫抗議信函，並用「霸凌」一詞形容國際特赦組織對台灣執行死刑的譴責；在2018－2019年中美贸易战期间，大陆的官媒曾大量使用“贸易霸凌”一词，形容美國對中國的貿易制裁；另外在2019年，曾有美國聯邦眾議員在看完318學運的紀錄片後，用「在影片中看到台灣人如何起身對抗中國的霸凌」一詞來表達自己的感想。